# Aeródromo de Casas Nuevas
El aeródromo de Casas Nuevas (OACI: MSCN) es un aeródromo público salvadoreño que sirve a la ciudad de Jiquilisco en el departamento de Usulután. El aeródromo se encuentra al sur de la carretera CA-2 a 7 kilómetros al este de la ciudad de Jiquilisco y unos 8 kilómetros al oeste de la ciudad de Usulután.
La pista de aterrizaje del aeródromo es de césped y mide 1.125 metros en longitud.